# Ferrovia Buenos Aires-Rosario
La ferrovia Buenos Aires-Rosario (Ramal Retiro-Rosario in spagnolo) è una delle principali linee ferroviarie dell'Argentina. Unisce la capitale Buenos Aires con la città di Rosario, nella provincia di Santa Fe.

## Storia
Nel 1870 la provincia di Buenos Aires offrì all'ingegner Guillermo E. Matti la concessione per costruire una ferrovia tra Buenos Aires e la cittadina di Campana, posta sul fiume Paraná, ad 80 km a nord-ovest della capitale argentina. Quattro anni dopo Matti fondò la compagnia Compañía del Ferrocarril a Campana. L'8 aprile 1876 la linea ferroviaria entrò in funzione.
Successivamente a Matti venne assegnata una nuova concessione, questa volta per prolungare la linea a Zárate e a Rosario. Il 9 maggio 1885 la compagnia cambiò quindi il nome in Ferrocarril Buenos Aires a Rosario. Il 1º febbraio dell'anno successivo giunse nella stazione di Rosario Nord il primo treno proveniente dalla capitale nazionale.

## Traffico
Il tratto compreso tra il capolinea di Retiro Mitre e Zárate è percorso dai convogli della linea suburbana Mitre.
Sui suoi binari corrono treni a lunga percorrenza che uniscono Buenos Aires con Rosario, Córdoba e Tucumán.